# Gonzalo Guillén
Gonzalo Guillén (Bogotá, 3 de julio de 1952) es un periodista e investigador colombiano.

## Biografía
Se dedica al periodismo desde 1975 Inició su carrera en El Tiempo, de Bogotá. Fue fundador de la agencia de noticias Colprensa, investigador del noticiero de televisión TV-HOY, editor general del diario La Prensa, de Bogotá, editor general del diario El Universo, de Guayaquil (Ecuador), editor general de El País, de Cali y periodista de The Miami Herald y El Nuevo Herald, de Miami.
Fue catedrático de la Facultad de Relaciones Internacionales de la Universidad Jorge Tadeo Lozano de Bogotá  y actualmente dirige su propio proyecto independiente de investigación y producción de documentales de televisión.
Ha ganado dos premios internacionales de periodismo Rey de España, compartidos con el expresidente colombiano Andrés Pastrana; tres premios nacionales “Simón Bolívar”, dos premios nacionales CPB (Círculo de Periodistas de Bogotá) y en junio de 2010 obtuvo, en compañía de Gerardo Reyes Copello, el Premio de la Asociación de Editores de Periódicos del Estado de la Florida, Estados Unidos, en el área de investigación. En noviembre de 2015 ganó el Gran Premio Franco-Andino a documental por su largometraje "El río que se robaron". Finalista en la Categoría "Reconocimiento a toda una vida" en el Premio Nacional de Derechos Humanos, en 2021.
Es autor de los libros "Los que nunca volvieron", sobre inmigrantes colombianos en Venezuela (Círculo de Lectores, Bogotá, 1980); "Guerra es War", acerca de nexos del narcotráfico con los Estados Unidos y el gobierno colombiano (Círculo de Lectores, Bogotá, 1993); "Crónicas de la guerra sucia", sobre el mundo y el poder soterrados del narcotráfico en Colombia (Editorial Planeta, Bogotá, 1995); "Un País de Cafres", antología de la corrupción oficial contemporánea en Colombia, obra finalista en el Premio Planeta de Periodismo Germán Arciniegas, 1995; “Confesiones de un narco” (Círculo de Lectores, Bogotá, 2003), “Los confidentes de Pablo Escobar” (Ediciones Un Pasquín - Documentos, Bogotá, 2007); "Noticias de la tierra del olvido", antología de historias publicadas durante diez años en El Nuevo Herald (Círculo de Lectores, Bogotá, 2008);  “La Caída del Imperio Maya”, sobre los nexos del procurador general de Colombia  y su familia con el crimen organizado (Ediciones Hombre Nuevo, Medellín, diciembre de 2008); “Política y delito: los testimonios que hundieron a Santofimio”, Editorial Icono, Bogotá, 2012 y “Memorias Olvidadas”, episodios personales de la historia de Colombia narrados por el expresidente Andrés Pastrana, Penguin Random House Grupo Editorial, 2013.
Ha sido colaborador de múltiples publicaciones, entre ellas las revistas Ercilla, de Chile (corresponsal en Colombia durante cuatro años), Cromos, de Colombia; América Economía, de Chile y Semana, de Colombia.
Actualmente es asesor externo de diarios latinoamericanos y presidente del capítulo colombiano del Instituto Prensa y Sociedad, IPYS. Fue columnista de HispanoPost. Es fundador de La Nueva Prensa, de Colombia.
En su reciente proyecto de documentales independientes ha dirigido y producido “Operación Jaque, una jugada no tan maestra”, “El río que se robaron, el exterminio de la nación Wayúu”, y "El Presidente Borrado de la Historia", en posproducción.

## Exilio y amenazas
Gonzalo Guillén ha sufrido graves amenazas,durante su carrera profesional y debido a ello ha debido exiliarse en Estados Unidos, Perú, Ecuador y Argentina. Las amenazas más fuertes las recibió durante los dos gobiernos consecutivos del Presidente Álvaro Uribe Vélez (2002-2006 y 2006-2010) debido a graves denuncias que hizo sobre él. Desde hace tres años enfrenta amenazas provenientes de Juan Francisco Gómez Cerchar, alias ‘Kiko’, quien en 2013 debió dejar la gobernación del departamento de La Guajira (Colombia) y hoy está condenado a 55 años de prisión por tres homicidios de 131 que Gonzalo Guillén investigó, documentó, publicó y puso a disposición de la Fiscalía General de la Nación."Kiko" ofreció millonarias recompensas para quien asesine a Guillén.

## Obras
- Los que nunca volvieron (1980)
- Guerra es War (1993)
- Crónicas de la guerra sucia (1995)
- Un País de Cafres (1995)
- Confesiones de un narco (2003)
- Los confidentes de Pablo Escobar (2007)
- Noticias de la tierra del olvido (2008)
- La caída del Imperio Maya (2008)
- Política y delito: los testimonios que hundieron a Santofimio(2012)
- Memorias olvidadas (2013)
- La artillería de la libertad (2024)